# Лицар волі (книга)
Лицар волі (книга) — книга Миколи Мушинки, у якій відтворено сторінки життя і діяльності громадського та політичного діяча Закарпатської України Степана Степановича Клочурака (1895—1980).

## Зміст
В першому виданні своєї книги Микола Мушинка розповідає про діяльність Степана Степановича Клочурака, який був ініціатором антиугорського повстання на Закарпатській Гуцульщині, засновником і президентом Гуцульської Республіки в Ясіні (1919), командиром закарпатської сотні УГА в боротьбі з більшовиками та денікінцями. В книзі відображено й міжвоєнний період життя діяча, який був співорганізатором «Просвіти», торговельних, економічних, молодіжних, військових та педагогічних спілок на Закарпатті, керівником українських фракцій Соціал-демократичної й Аграрної партій та головним редактором їх друкованих органів: «Народ», «Вперед» та «Земля і Воля». Детально розкрита діяльність в уряді Карпатської України.
Друге видання доповнене новими архівними матеріалами, взятими, в основному, із московської судової справи над Степаном Клочураком та його спільниками в 1945 році.

## Художнє оформлення
Книга проілюстрована фоторепродукціями переважно з архіву автора. Частина фотоматеріалів — із приватного музею історії Гуцульщини Едуарда Зелінського в готельному комплексі «Скіфське полювання» в смт. Ясіня.

## Видання
Видання здійснене на замовлення та коштом Рахівської районної ради.